# Ulica Bogumińska w Wodzisławiu Śląskim
Ulica Bogumińska – ulica w Wodzisławiu Śląskim, będąca głównym ciągiem komunikacyjnym na drodze krajowej nr 78 prowadzącym do Bogumina (Czechy).
Ulica ta również ma znaczenie lokalne, gdyż łączy dzielnicę Marusze z Centrum. Długość tej ulicy w przybliżeniu to 2,2 km. Ulica ta swój początek bierze na skrzyżowaniu ulicy Pszowskiej oraz ulicy Ks. Konstancji, a kończy się wraz z granicą miasta z gminą Gorzyce. Ulicę przecina linia kolejowa relacji Rybnik Towarowy-Chałupki oraz rzeka Leśnica. Podczas "Praskiej Wiosny" przemaszerowały tą ulicą siły Układu Warszawskiego w stronę Czechosłowacji, taranując po drodze opuszczony szlaban kolejowy. (Mieli myśleć, że to już granica). 
Przy ulicy tej znajdują się Urząd Miasta–, Starostwo Powiatowe, Sanepid, stacja pogotowia ratunkowego, Stadion MOSiR, klub sportowy MKS "Odra", Sala Królestwa Świadków Jehowy oraz obiekty magazynowe.

## Galeria

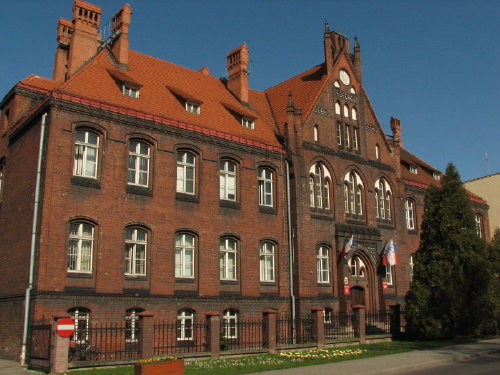
Urzędu Miasta Wodzisławia ul. Bogumińska
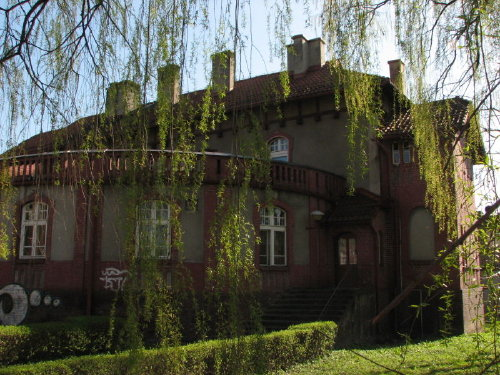
Neogotycki budynek Sanepidu ul. Bogumińska
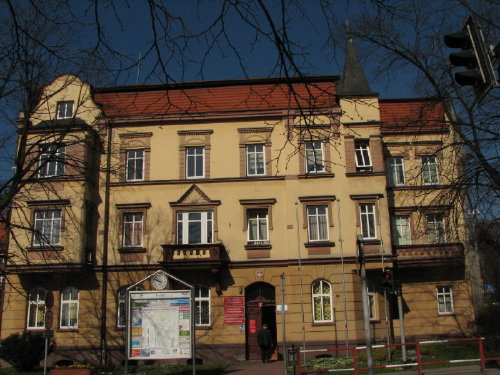